# Другий Континентальний конгрес

Картина Джона Трумбулла (John Trumbull) «Декларація незалежності». Комітет з п'яти осіб представляє проект Декларації незалежності США Другому Континентальному Конгресу

Другий Континентальний конгрес (10 травня 1775 — 1 березня 1781) — з'їзд депутатів від 13 північноамериканських колоній Великої Британії. Рішення про скликання другого континентального конгресу було прийнято в ході Першого Континентального конгресу в 1774. У роботі другого континентального Конгресу брали участь 65 депутатів від усіх північноамериканських колоній, хоча представники від Джорджії приєдналися до Конгресу тільки 20 липня. Багато депутатів були ще з Першого Континентального конгресу, а серед нових депутатів виділялись Бенджамін Франклін від Пенсильванії та  Джон Генкок від Массачусетсу. Протягом двох тижнів президентом було обрано Генкока, а Томас Джефферсон замінив попереднього президента Пейтона Рендольфа як представник від Вірджинії. Фактично другий Континентальний конгрес взяв на себе роль національного уряду в ході Війни за незалежність США.

## Результати роботи Конгресу
- 14 липня 1775 року Конгрес ухвалив рішення про створення Континентальної армії та призначив Джорджа Вашингтона головнокомандувачем військом США.
- 10 травня 1776 року Конгрес видав резолюцію, за якою будь-якій колонії, яка не має уряду, слід сформувати уряд.
- 15 травня 1776 року Конгрес видав преамбулу, в якій пропонувалося відмовитися від присяги вірності англійській короні.
- 4 липня 1776 року була підписана Декларація незалежності США, яка стала найважливішим документом, виробленим в ході роботи конгресу. Декларація незалежності стала першим документом, в якому колонії іменувалися, як «Сполучені Штати Америки».
- 15 листопада 1777 року  були видані «Статті Конфедерації», які стали першим конституційним документом Сполучених Штатів.
- 1 березня 1781 року  делегати Меріленда, останнім з 13 штатів, що ратифікував Статті Конфедерації, підписали їх на засіданні Конгресу, після чого Статті набрали чинності. Зі вступом в силу Статей Конфедерації Другий Континентальний конгрес продовжив роботу як Конгрес Конфедерації/